# Andrzej Sapkowski
Andrzej Sapkowski (poljsko: [ˈandʐɛj sapˈkɔfski]), poljski pisatelj, * 21. junij 1948, Lodž, Poljska.
Najbolj znan je po svoji seriji knjig Veščec, ki se vrti okoli istoimenskega lovca na pošasti Geralta iz Rivije. Saga je bila popularizirana prek televizije, stripov in videoiger ter prevedena v 37 jezikov, kar avtorja uvršča na drugo mesto med najbolj prevajanimi poljskimi pisatelji znanstvene fantastike in fantazije, takoj za Stanisławom Lemom.
Opisan kot »poljski Tolkien«, je napisal več romanov in zbirk kratkih zgodb ter prodal več kot 30 milijonov izvodov po vsem svetu. Vpliv slovanske mitologije velja za značilno potezo mnogih njegovih del. Je petkratni prejemnik nagrade Zajdel, najbolj priljubljene poljske nagrade za znanstveno fantastiko in fantazijo, prejel pa je tudi številna druga priznanja, med njimi nagrado Davida Gemmella, svetovno nagrado za fantazijo za življenjsko delo in Gloria Artis medaljo za zasluge v kulturi.

## Zgodnje življenje
Rodil se je 21. junija 1948 v Lodžu v osrednji Poljski. Njegov oče je služil v poljski ljudski armadi in sodeloval v bitki za Berlin. Po koncu druge svetovne vojne so njegovi starši živeli blizu Nowe Sól, preden so se naselili v Lodžu. Obiskoval je srednjo šolo Bolesława Prusa št. 21 in nato študiral ekonomijo na Univerzi v Lodžu. Preden se je posvetil pisanju je delal kot višji trgovski predstavnik za zunanjetrgovinsko podjetje. Svojo literarno pot je začel kot prevajalec, predvsem znanstvene fantastike. Med prvimi deli, ki jih je prevedel, je bila knjiga The Words of Guru Cyrila M. Kornblutha.

## Kariera

### Veščec
Sapkowski je leta 2011 dejal, da je svojo prvo kratko zgodbo, z naslovom Veščec (1986) (poljsko »Wiedźmin«), napisal na hitro, da bi se prijavil na natečaj poljske revije za znanstveno fantastiko in fantazijo Fantastyka. V intervjuju je povedal, da se je takrat kot poslovnež spoznal na trženje ter prodajo in res je za kratko zgodbo prejel tretjo nagrado natečaja. Zgodba je bila v Fantastyki objavljena leta 1986 in doživela izjemen uspeh tako pri bralcih kot kritikih. Sapkowski je ustvaril cikel zgodb, ki temelji na svetu »Veščeca«, sestavljen iz treh zbirk kratkih zgodb in osmih romanov. Zaradi tega cikla in njegovih drugih del je postal eden izmed najbolj znanih fantazijskih avtorjev na Poljskem v devetdesetih letih 20. stoletja.
Glavni lik »Veščeca« je Geralt iz Rivije, ki je bil že od otroštva usposobljen za lovca na pošasti. Geralt živi v moralno dvoumnem vesolju, a kljub temu uspe ohraniti svoj razumen etični kodeks. Geralta, ki je hkrati ciničen in plemenit, se pogosto primerja s Philipom Marlowejem, glavnim likom pisatelja Raymonda Chandlerja. Svet, v katerem se dogajajo Geraltove dogodivščine, je pod močnim vplivom slovanske mitologije.
V svoji recenziji knjige Vilinska kri je Alice Wybrew iz Total Sci-Fi zapisala: »Sapkowski brez napora prehaja med trenutki intenzivnih čustev in osupljivo učinkovitih akcijskih prizorov ter dolgimi razpravami o politiki in vojni strategiji. Vse ključne elemente dobre fantazijske pripovedi obravnava z izjemno spretnostjo in lahkotnostjo. Njegov slog je tekoč kot pri Davidu Gemmellu, a udari močneje in prodre globlje kot slog njegovega pokojnega žanrskega kolega. Svet, ki ga ustvarja, je hkrati znan in udoben, a prav s svojo izvirno uporabo značajev in njihovega razvoja Sapkowski ustvari novo in prepričljivo resnično izkušnjo.« Alex Jay iz Polygona nadalje opaža, da so znotraj domišljijskih zgodb Sapkowskega »vzporednice z zapleteno zgodovino etničnih sporov in odpora proti zatiranju v Srednji in Vzhodni Evropi«. Prikazi sporov med nečloveškimi bitji in ljudmi »odražajo resnične spore glede ozemlja in državljanskih pravic, ki postavljajo ločnice glede na raso, narodnost ali etnično pripadnost«.

#### Zbirke kratkih zgodb
Geralt potuje po domišljijskem svetu (ki je mestoma prepreden s pravljičnimi motivi iz del bratov Grimm in danskega pisatelja Hansa Christiana Andersena) in za plačilo lovi pošasti in mitična bitja. Zvezki so zasnovani kot epizodični romani, Geraltove misije pa so med seboj le ohlapno povezane. Stalni motiv je Geraltova usodna ljubezen do čarovnice Yennefer. Vizualni jezik Sapkowskega ponekod spominja na italijanske vesterne, saj prevladujejo akcijski prizori in skrivnostni dialogi. Slovenske prevode zvezkov kratkih zgodb je pripravil Klemen Pisk:
- Ostatnie życzenie (1993, sedem kratkih zgodb – slovensko Zadnja želja, 2022)
- Miecz przeznaczenia (1992, sedem kratkih zgodb  – slovensko Meč usode, 2022)

Prejšnji zvezek, Wiedźmin (Veščec) iz leta 1990, še ni bil neposredno preveden v slovenščino. Vendar so štiri od petih tam objavljenih kratkih zgodb vključene v Ostatnie życzenie (Zadnja želja). Peta zgodba je bila vključena v zbirko kratkih zgodb Coś się kończy, coś się zaczyna, ki je izšla leta 2000 in v slovenščino prav tako še ni bila prevedena.

#### Saga
Po uspehu kratkih zgodb je Sapkowski napisal serijo romanov o veščecu Geraltu. Slovenske prevode vseh zgodb o Geraltu je pripravil Klemen Pisk:
- Krew Elfów (1994 – slovensko Vilinska kri, 2023)
- Czas pogardy (1995 – slovensko Čas prezira, 2023)
- Chrzest ognia (1996 – slovensko Ognjeni krst, 2024)
- Wieża Jaskółki (1997 – slovenseko Lastovičji stolp, 2024)
- Pani jeziora (1999 – še ni prevedena v slovenščino)

Leta 2013 je v poljščini izšel nov roman Sezon burz (še ni preveden v slovenščino), katerega dogajanje lahko umestimo približno med zgodbe iz knjig Meč usode in Zadnja želja ter samo sago o Geraltu.
Avgusta 2023 je Sapkowski med spletnim srečanjem z ukrajinskimi oboževalci napovedal, da piše novo knjigo iz sveta Veščeca. Dodal je, da bo pisanje »trajalo največ leto dni«, kar je nakazovalo na možno izdajo leta 2024. Roman z naslovom Rozdroże Kruków (slovensko Razpotje krokarjev) je bil na Poljskem izdan novembra 2024 in bo v založništvu Mladinske knjige v slovenskem prevodu izšel septembra 2025.

#### Film in videoigre
Nekatere zgodbe o veščecu Geraltu je leta 2001 režiser Marek Brodzki najprej pretvoril v film z naslovom Wiedźmin, pozneje pa v mini serijo v 13 delih po 45–50 minut za poljsko televizijo. Leta 2014 je bilo napovedano, da bo v režiji Tomasza Bagińskija po knjigah o Geraltu posnet nov celovečerni film, prav tako z naslovom Wiedźmin. Netflix je 17. maja 2017 napovedal filmsko adaptacijo romanov v angleškem jeziku v sodelovanju z Bagińskim. Poleg tega je leta 2001 pri založbi MAG izšla poljska namizna igra igranja vlog Wiedźmin: Gra Wyobraźni, ki temelji na sagi o Geraltu. Sredi devetdesetih let prejšnjega stoletja je Sapkowski svojo knjižno serijo licenciral poljskemu razvijalcu računalniških iger Metropolis Software House, ki je načrtoval akcijsko pustolovsko igro, vendar je ni dokončal. Namesto tega je prav tako poljski studio CD Projekt RED leta 2007 izdal računalniško igro igranja vlog z naslovom The Witcher, ki se je nadaljevala leta 2011 z The Witcher 2: Assassins of Kings in leta 2015 z The Witcher 3: Wild Hunt.
Sapkowski sam ni nikoli kazal zanimanja za priredbo svojih del v računalniške igre. Ko so ga vprašali o njegovem mnenju o igrah podjetja CD Projekt, je izjavil, da še nikoli ni igral računalniških iger, saj so zunaj njegovega interesnega področja. Skliceval se je le na javna poročila in ni sodeloval pri razvoju. Čeprav je ustvarjalcem računalniških iger izkazal spoštovanje in poklon za njihovo delo, je dejal, da so zanj odločilne le knjige in njegove lastne zamisli. Vse drugo so zanj le priredbe, ki uporabljajo motive, ki jih je ustvaril, nikakor pa niso alternativne različice ali nadaljevanja njegovih knjig. Čeprav je priznal, da so igre pripomogle k večji prepoznavnosti njegovih knjig, je uspeh serije Witcher podjetja CD Projekt pripisal predvsem uspehu svojih knjig in svoji priljubljenosti kot avtorja. Prav tako se ni strinjal z dejstvom, da so nekatere založbe za naslovnice njegovih knjig uporabile grafične podobe iz iger.

#### Pravni spor s podjetjem CD Projekt
Oktobra 2018 je Sapkowski CD Projektu poslal odprto pismo, v katerem je od podjetja zahteval 60 milijonov zlotov (16,1 milijona USD) licenčnine za uporabo vesolja Veščeca v njihovih računalniških igrah. Pismo je bilo napisano kljub dejstvu, da je Sapkowski pravice za videoigre z naslovom Witcher prodal za enkratni znesek in ne s pogodbo o avtorskem honorarju. Sapkowski in njegovi odvetniki so svoje zahtevke utemeljili na 44. členu Zakona o avtorskih in sorodnih pravicah.
CD Projekt je izdal izjavo, v kateri je trdil, da so avtorjeve zahteve neutemeljene in da je podjetje legitimno in zakonito pridobilo avtorske pravice za dela Sapkowskega. Njegovo odločitev so kritizirali številni komentatorji in igralni novinarji, vključno z Dmitrijem Gluhovskim, avtorjem romana Metro 2033, ki ga je opisal kot »starega norca« in opozoril, da brez igralne franšize serija knjig »nikoli ne bi pridobila tako norega mednarodnega bralstva« in bi ostala priljubljena zgolj v Srednji in Vzhodni Evropi.
Pisatelj in podjetje sta 20. decembra 2019 spor rešila z zunajsodno poravnavo. Podjetje je navedlo, da je bil ta dogovor sklenjen v prizadevanju »ohraniti dobre odnose z avtorji del, ki so navdihnila projekte podjetja CD Projekt Red«. Podrobnosti tega dogovora niso bile javno razkrite.

### Ostala dela
Leta 2001 je Sapkowski izdal Rękopis znaleziony w Smoczej Jaskini (slovensko Rokopis najden v zmajevi votlini), izviren in oseben vodnik po fantazijski književnosti. Knjiga, napisana v obliki enciklopedije, obravnava zgodovino tega literarnega žanra, znane junake fantazije, opise magične terminologije in pomembna dela uveljavljenih avtorjev, kot so Hobit in Gospodar prstanov J. R. R. Tolkiena, Conan Roberta E. Howarda, Zgodbe iz Narnije C. S. Lewisa, Saga o Zemljemorju Ursule K. Le Guin, The Chronicles of Amber Rogerja Zelaznyja, Harry Potter J. K. Rowling in Pesem ledu in ognja Georgea R. R. Martina.
Naslednja knjižna serija Sapkowskega je bila Trylogia husycka (slovensko Husitska trilogija), umeščena v 15. stoletje v čas husitskih vojn, z glavnim junakom Reinmarjem iz Bielawa. Mariusz Czubaj je o njej zapisal:
Trilogija Sapkowskega je oblika polemike s poljsko tradicijo zgodovinskega romana, denimo s Kraszewskim in Sienkiewiczem, ki sta pisala o krutih časih, a jim odvzela tisti odmerek grozodejstev in najbolj osnovno človeško razsežnost. A avtor Veščeca ne skriva, da njegovi liki niso ravno subtilni in vseeno uživajo v tem, kar je literarni teoretik Mihail Batin nekoč imenoval »nižje plasti telesnega obstoja«.
Čeprav Husitska trilogija ni dosegla tolikšne priljubljenosti kot Veščec, so jo mnogi označili za avtorjevo življenjsko delo (magnum opus). Izšla je med letoma 2002 in 2006, kot zvočna knjiga pa je bila izdana leta 2019.

## Zasebno
Sapkowski živi v svojem rojstnem mestu Lodž v osrednji Poljski. Imel je sina Krzysztofa (1972–2019), ki je bil navdušen bralec poljske revije Fantastyka in za katerega je napisal prvo zgodbo o Veščecu.
Je član Društva poljskih pisateljev. V nekem intervjuju je omenil, da so njegovi najljubši pisatelji Ernest Hemingway, Mihail Bulgakov, Raymond Chandler in Umberto Eco.
Leta 2005 je Stanisław Bereś opravil daljši intervju s Sapkowskim, ki je nazadnje izšel v knjižni obliki pod naslovom Historia i fantastyka.